# František Ritter
František Ritter starší (1829 Liběchov – 1898, Praha), pražský zlatník, stříbrník a klenotník.

## Život
Zlatnickému řemeslu se vyuči v Liběchově v dílně svého otce, zlatníka Františka Rittera nejstaršího (1801 – po 1871). Zlatníkem byl také jeho syn František mladší (*1861) a vnuk František nejmladší.
Byl hybatelem velké pražské klenotnické firmy. Sídlil nejprve v Karlíně. V době konjunktury přesídlil na Nové Město, kde vybudoval luxusní závod v Havířské ulici 6. V jeho podniku pokračovali dva synové František (*1891) a Antonín (*1894).

## Dílo
Vlastní výroba se soustředila na řemeslně vynikající, designem převážně komerční šperk, tabatěrky, pouzdra hodinek a upomínkové předměty, nejdříve ve stylu eklektického historismu, dále od secese po art deco. Materiálem bylo často zlato ve spojení s kvalitními drahokamy či mořskými perlami, protože Ritterové byli dodavateli středních a vyšších společenských vrstev. Kromě toho obchodovali se šperkem anonymních výrobců.
Z jejich díla se dochovaly hlavně šperky s diamanty, českými granáty či rubíny. Objem jejich produkce byl obdivuhodný a dodnes se objevují v obchodech se starožitnostmi. Jsou zastoupeni ve veřejných sbírkách (například Národní muzeum nebo Uměleckoprůmyslové muzeum v Praze).
Zatímco Antonín Ritter svou práci ukončil s celostátním zrušením živnosti, nejmladší z rodu, Josef Ritter, pracoval samostatně až do roku 1953, a potom dodával šperky do Družstevní práce a do ÚLUVu.